# Atraulia
Atraulia é uma vila e uma nagar panchayat no distrito de Azamgarh, no estado indiano de Uttar Pradesh.

## Geografia
Atraulia está localizada a 26° 20′ N, 82° 57′ L. Tem uma altitude média de 81 metros (265 pés).

## Demografia
Segundo o censo de 2001, Atraulia tinha uma população de 11,302 habitantes. Os indivíduos do sexo masculino constituem 53% da população e os do sexo feminino 47%. Atraulia tem uma taxa de literacia de 61%, superior à média nacional de 59.5%; com 61% para o sexo masculino e 39% para o sexo feminino. 18% da população está abaixo dos 6 anos de idade.